# Hollansburg (Ohio)
Hollansburg es una villa ubicada en el condado de Darke en el estado estadounidense de Ohio. En el Censo de 2010 tenía una población de 227 habitantes y una densidad poblacional de 724,34 personas por km².

## Geografía
Hollansburg se encuentra ubicada en las coordenadas 39°59′55″N 84°47′35″O / 39.99861, -84.79306. Según la Oficina del Censo de los Estados Unidos, Hollansburg tiene una superficie total de 0.31 km², de la cual 0.31 km² corresponden a tierra firme y (0%) 0 km² es agua.

## Demografía
Según el censo de 2010, había 227 personas residiendo en Hollansburg. La densidad de población era de 724,34 hab./km². De los 227 habitantes, Hollansburg estaba compuesto por el 93.83% blancos, el 0.44% eran afroamericanos, el 0% eran amerindios, el 0% eran asiáticos, el 0.44% eran isleños del Pacífico, el 1.76% eran de otras razas y el 3.52% pertenecían a dos o más razas. Del total de la población el 1.32% eran hispanos o latinos de cualquier raza.